# 千葉市花の美術館
BOTANICA MUSEUM（ボタニカミュージアム英:BOTANICA Museum）は、千葉県千葉市美浜区（稲毛海浜公園内）にある美術館。植物園としての性格を併せ持ち、館内・屋外庭園合わせて約48000株の草花が植えられている。

## 概要
1995年8月25日から10月22日にかけて開催された、第12回全国都市緑化ちばフェアのテーマ館「花の美術館」として開設。緑化フェア閉幕後の1996年4月2日に、千葉市の緑化啓発の拠点として再開館した。温室棟、展示棟、休憩棟と、屋外の前庭、中庭、後庭などで構成され、あわせて約1600種、48000株の植物が植栽されている。
温室には、熱帯、亜熱帯植物が育ち、展示棟では室内花壇の他に花に関連した多彩な活動が行われ、企画展示、講習会の開催や園芸相談も受け付けている。
2011年3月11日に発生した東日本大震災で被害を受け一時閉鎖されたが、後庭のローズガーデンの部分オープンを経て、9月16日に再開した。
2013年1月、命名権を三陽メディア株式会社が3年間の契約で取得し、「三陽メディアフラワーミュージアム」の新名称が使われることとなった。ネーミング・ライツの期間が終了し、2021年4月1日、「千葉市花の美術館」に戻る。

2022年4月1日より老朽化に伴うリニューアルのため臨時休館中
2025年3月29日、「BOTANICA MUSEUM」としてリニューアルオープン。

## 施設
アトリウム・温室・休憩棟（レストラン）と、屋外の前庭・中庭・後庭・脇庭で構成され、このうち前庭・後庭・脇庭は無料で観覧できる。館内・屋外庭園合わせて約1600種、48000株が植えられている。

### アトリウム棟
本施設は「自然という奇跡を思い出す場所」をコンセプトとし、3つの特徴を備えている。
- 唯一無二の芸術性

　フラワーアーティストの芸術性を注ぎ込み、見たことがない姿で花をはじめとする植物を作品として展示している。
- 五感すべてで感じる自然の魅力

　観賞するだけではなく、匂いや音、さらには実際に触れるなどして、五感すべてで自然の魅力を感じ取ることができる。
- 新たな体験型コンテンツ

　頭に花を飾り立てることで自然と人が共生することの大切さを発信する「HANANINGEN]や、様々なワークショップ「HANA ASOBI」を試みている。

### 温室
熱帯・亜熱帯植物や、洋ランが栽培されている。

### 屋外庭園
前庭にはポピーなどの一年草を中心に栽培されている。園路沿いに細長い花壇が設けられた脇庭を抜けると、バラ園がある後庭に出る。後庭には、団体利用者が雨天でも昼食をとれるようバンガローが設けられている。

施設の紹介
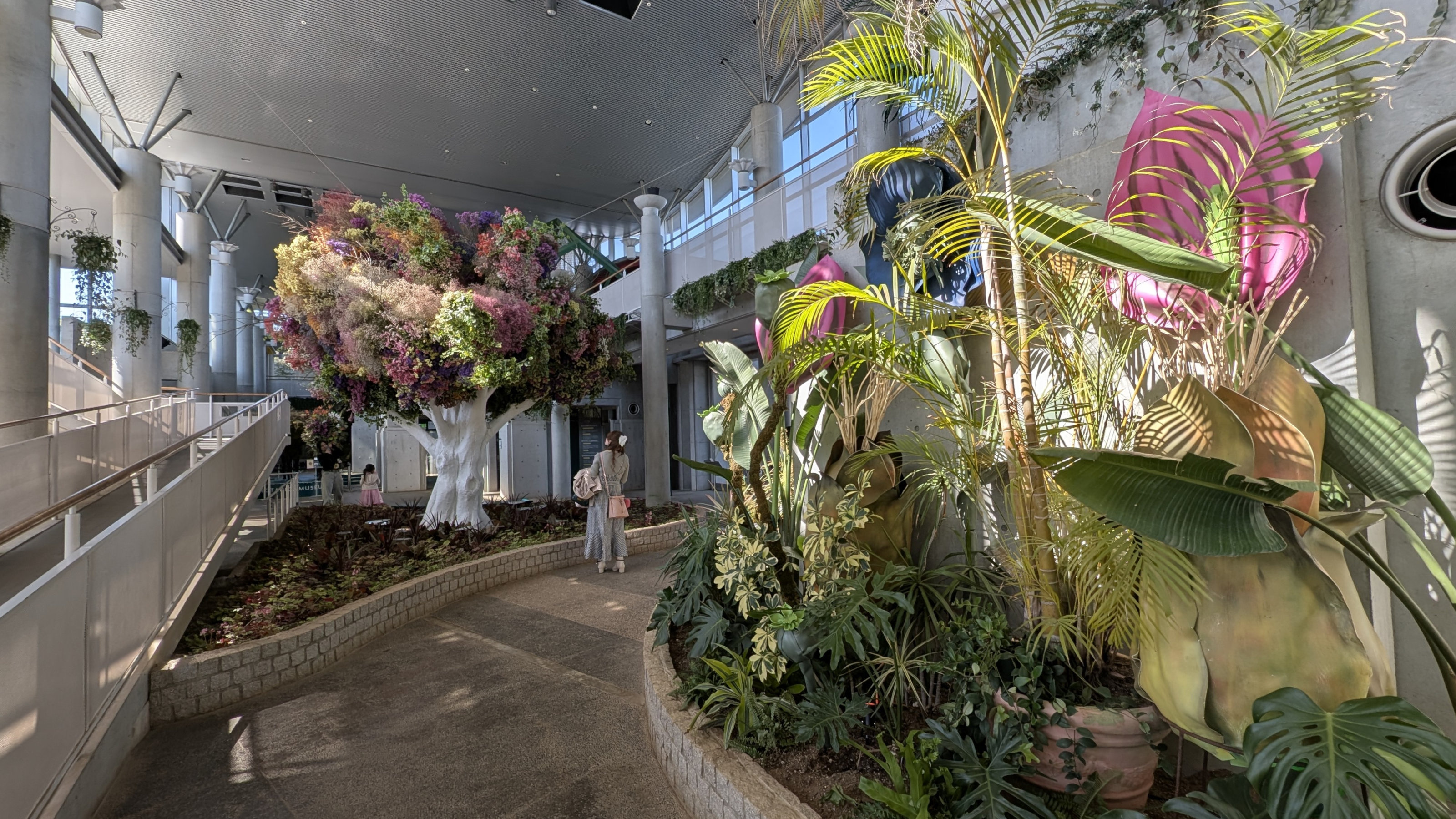
アトリウム(エントランス近く)
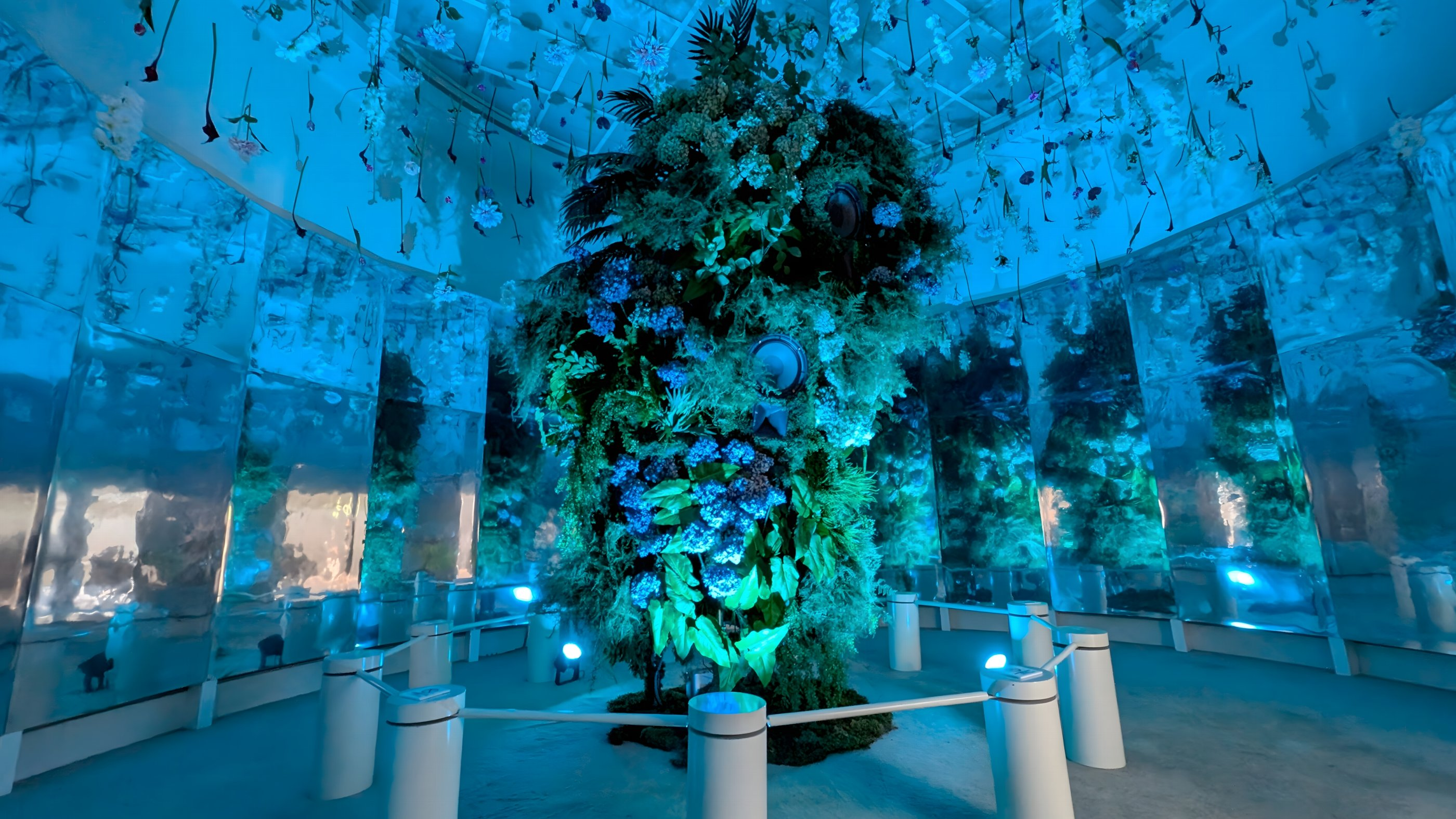
アトリウム奥
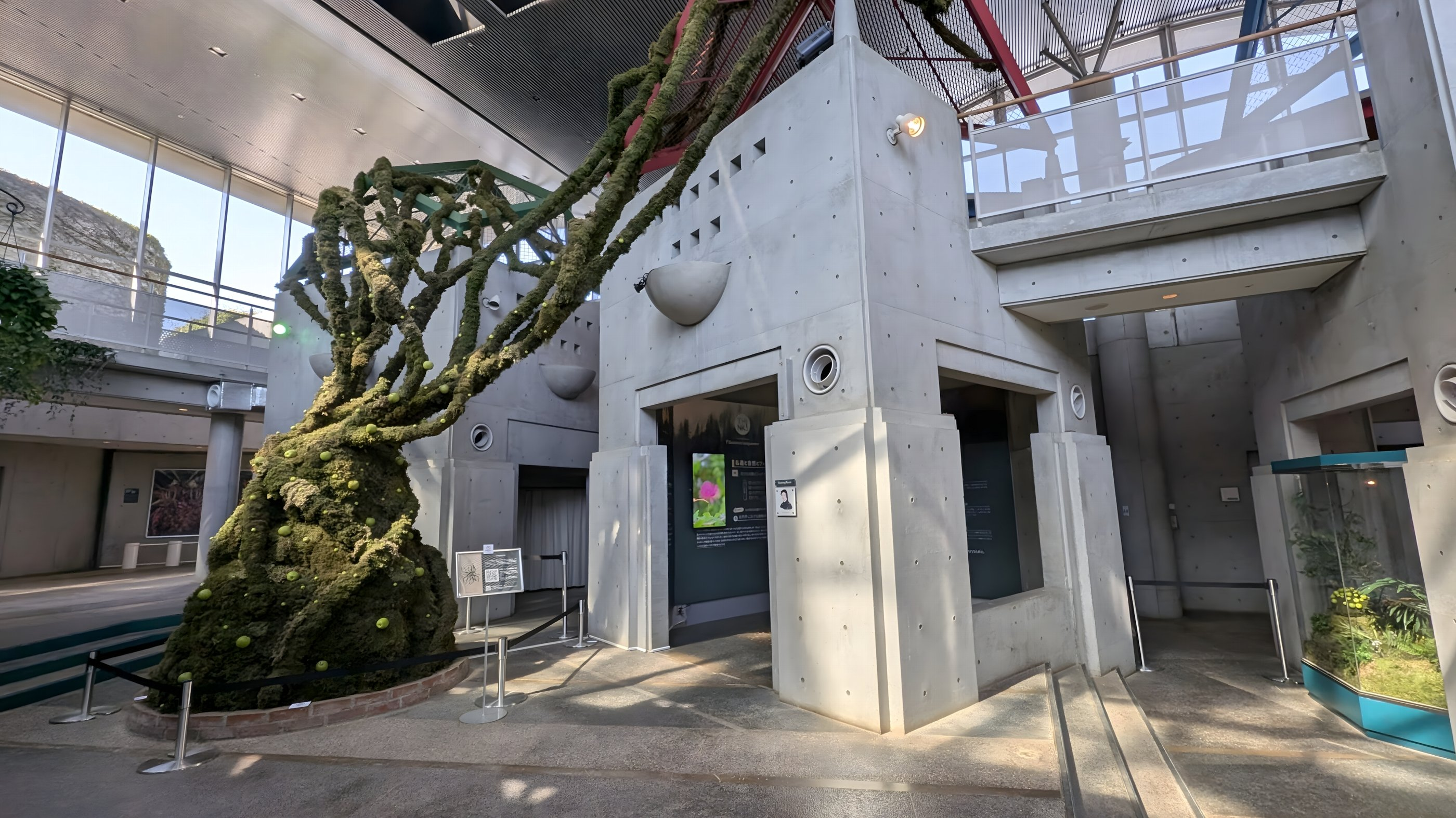
アトリウム中央
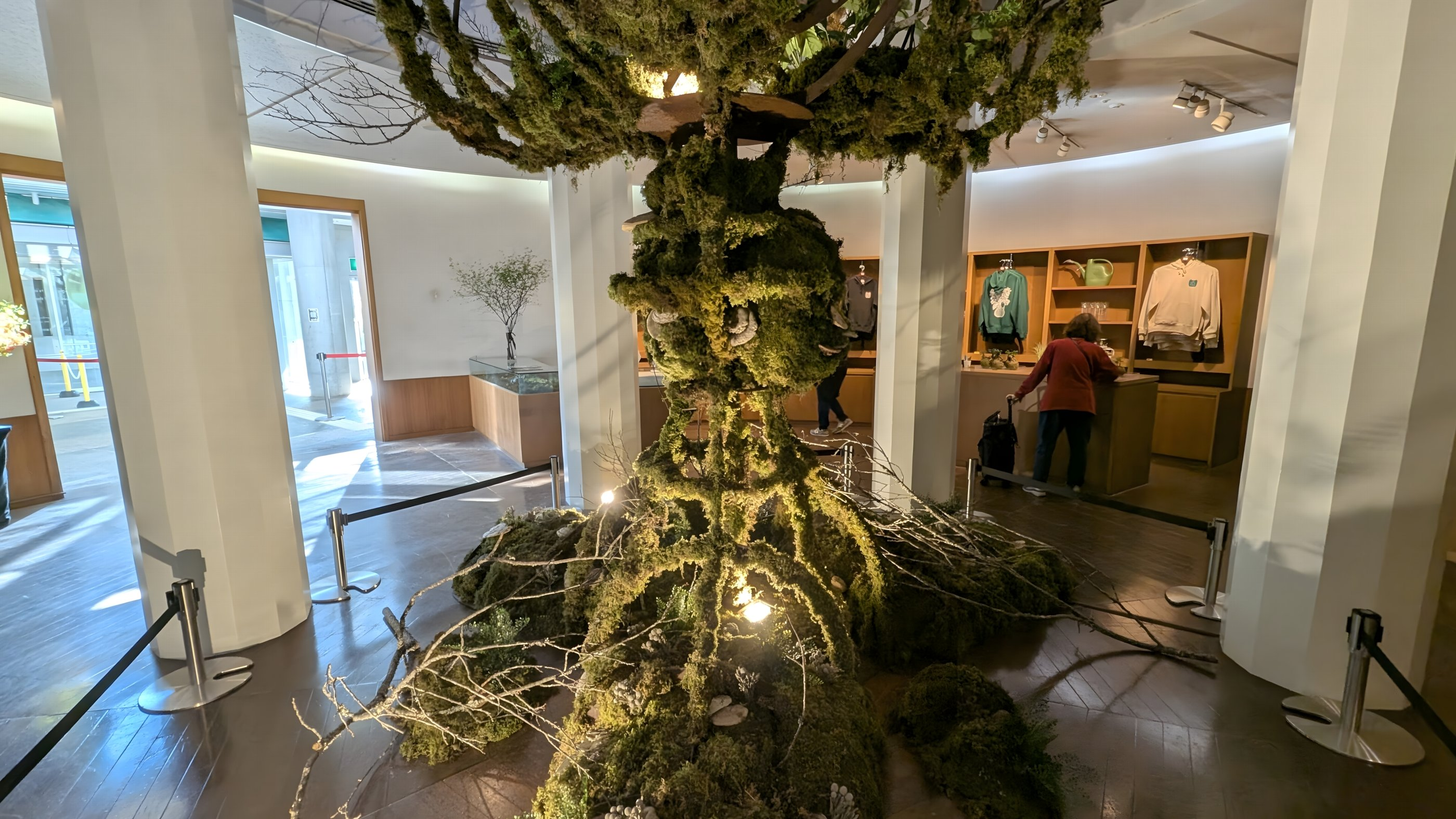
石灰主原料のLIMEX製品等PR販売ブース
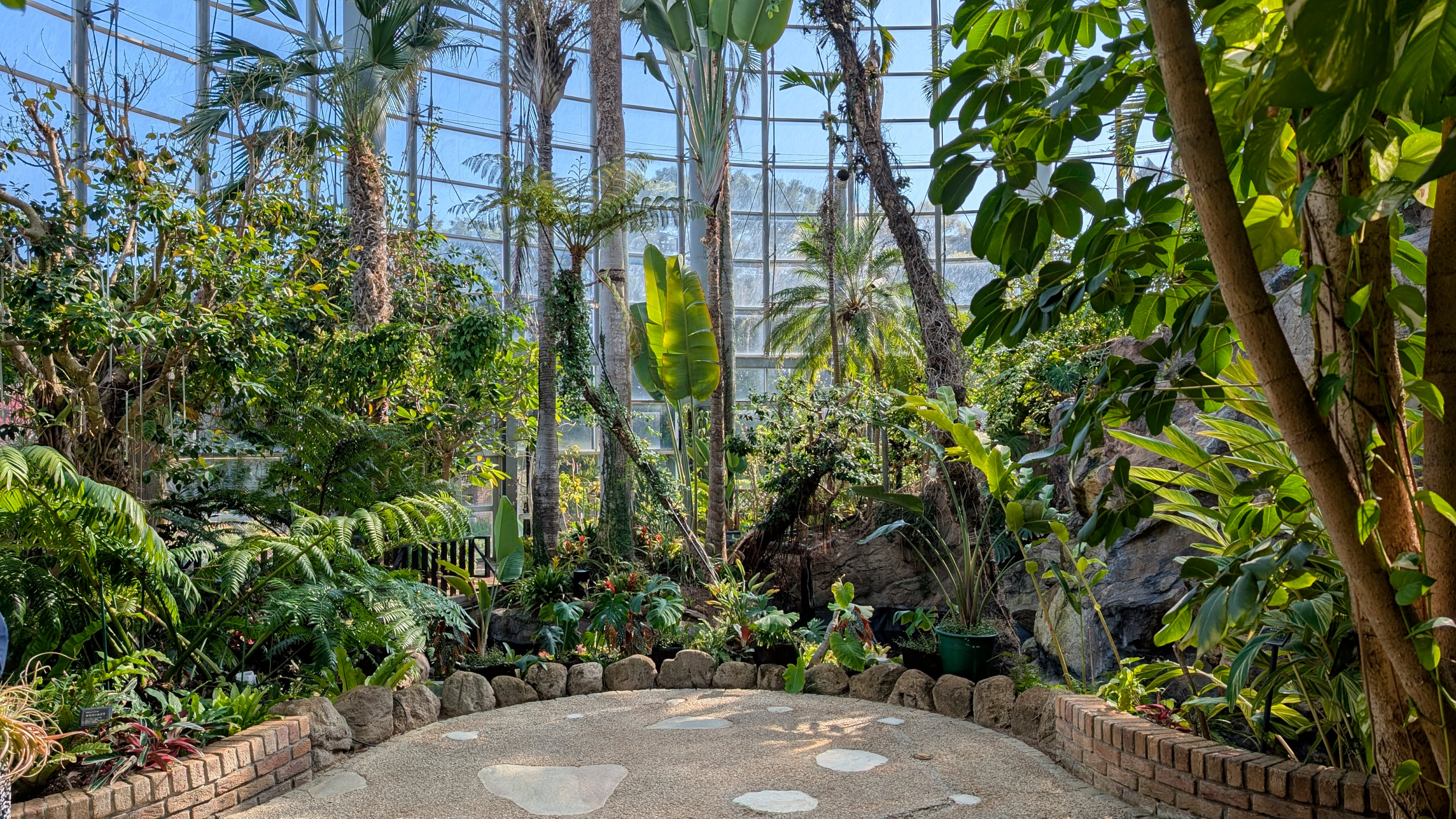
温室エントランス
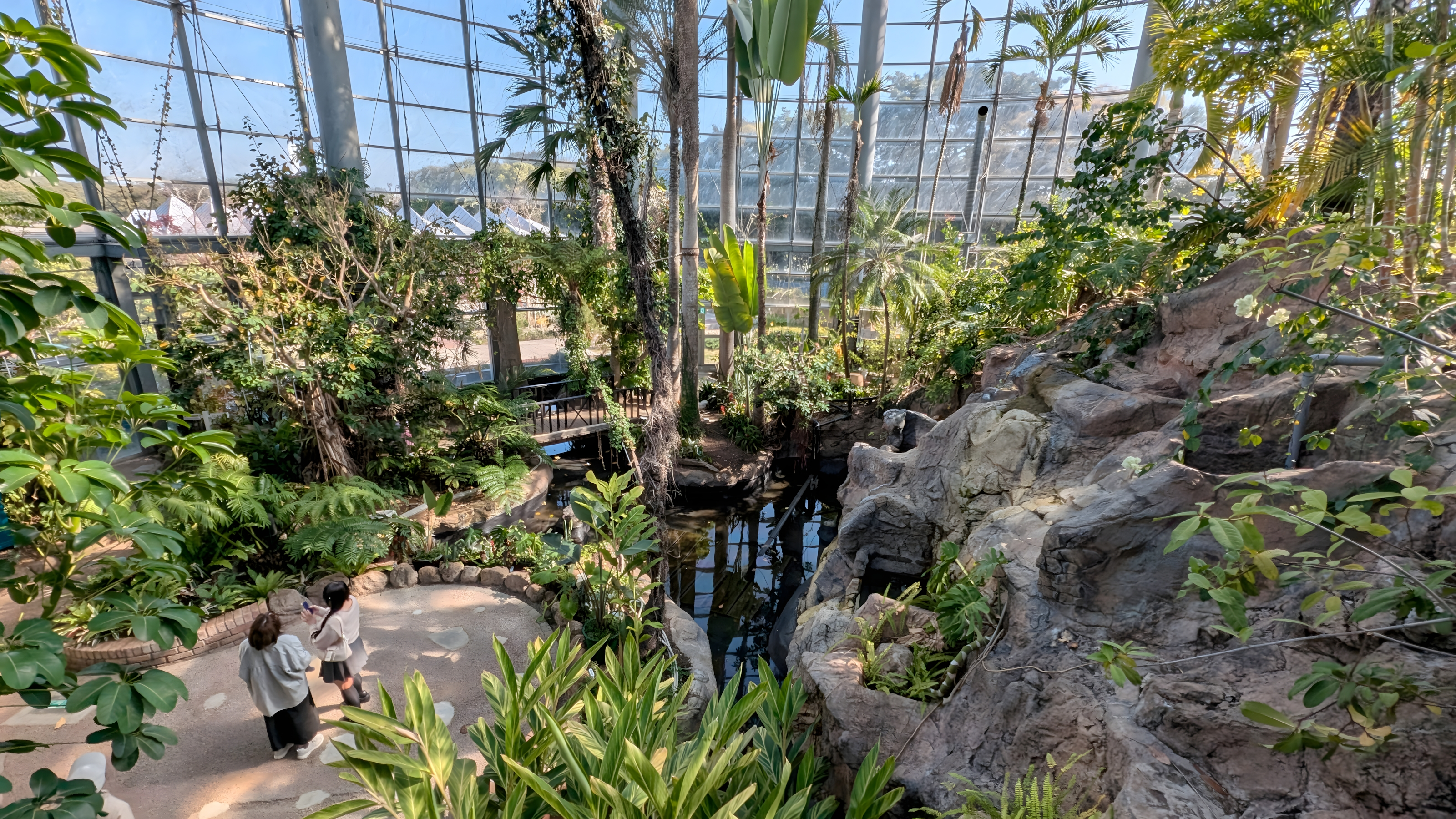
温室2Fより俯瞰
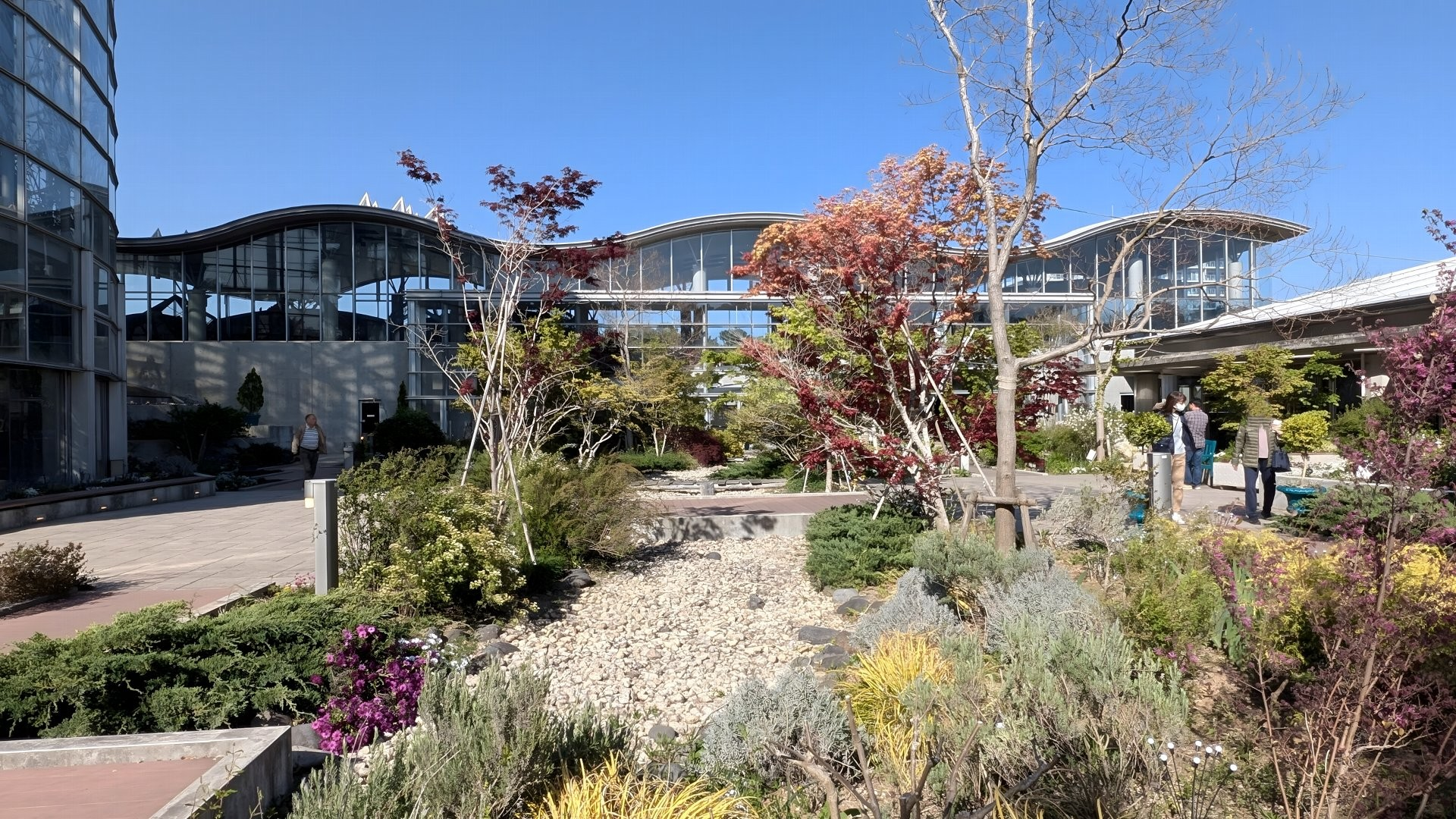
アトリウム・温室前の庭園
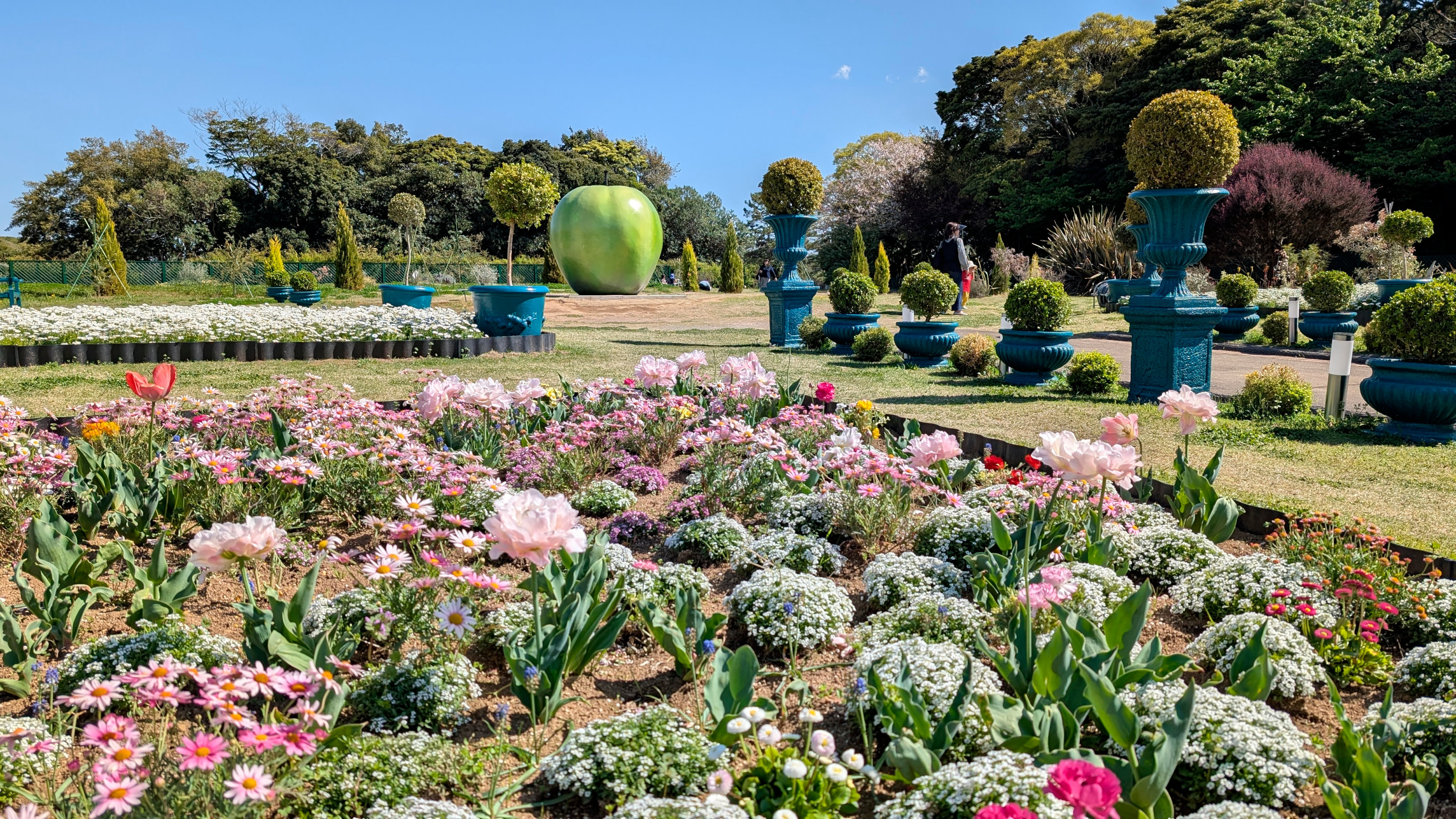
前庭エリアの花壇

## 施設情報

### 営業情報
（1）庭園　開園時間
- ＜火曜日～木曜日＞　9時45分～16時30分
- ＜金・土日祝日＞　9時45分～21時30分

（2）本館　開館時間
- ＜火曜日～木曜日＞　10時00分～16時00分（最終入館15時30分）
- ＜金・土日祝日＞　（昼）10時00分～16時00分　（夜）17時00分～21時00分

（3）定休日
- ＜月曜日＞ ※前庭・脇庭・後庭も含む　（祝日の場合は翌平日）

（4）入館料金
- ＜通常＞　大人（中学生以上）600円 　子ども（4歳以上）300円
- ＜夜間＞　大人（中学生以上）1,200円 　子ども（4歳以上） 600円
- ※リニューアル開業より約1年間は特別価格により通常料金より割引価格となる。
- ※障害者手帳の提示により入館無料

夜間の営業について
リニューアルに伴う新たな取り組みとして夜間の営業を開始した。
デジタルを駆使したライティング技術を生かして昼とは違う空間を演出している。

### バリアフリー
花の美術館1F、稲毛記念館1F、稲毛民間航空記念館1F、他園内多数に車椅子トイレ完備。
園内はバリアフリー化されており、設備的には段差や傾斜などがほぼ解消され車椅子での利用が十分に配慮されている。

## 交通

### 公共交通機関

#### 鉄道
- JR東日本、京葉線「稲毛海岸駅」から徒歩約25分

#### バス
- 千葉海浜交通バス
  - 「高浜線」稲毛駅 - 京成稲毛駅入口 - こじま公園 - 稲毛海岸駅 - 高浜南団地 - 海浜公園入口（徒歩約5分）
  - 「高洲線」稲毛駅 - 京成稲毛駅入口 - 高洲第一 - 高浜車庫 - 花の美術館（下車すぐ） - 稲毛海浜公園プール

### 自動車

#### 高速道路
- 首都高速湾岸線・東関東自動車道「湾岸千葉IC」最寄り

#### 一般道路
- 国道14号・国道357号「浅間神社交差点」を海側へ曲がり、約2km直進し、「海浜大通り」を左折し約1km

#### 駐車場
- 駐車場あり
  - 普通車：通常期 3時間まで400円、以降30分経過ごとに100円、1日最大1,000円

#### 駐輪場
オートバイ・自転車:無料

## ギャラリー(千葉市花の美術館 2022年4月1日前)

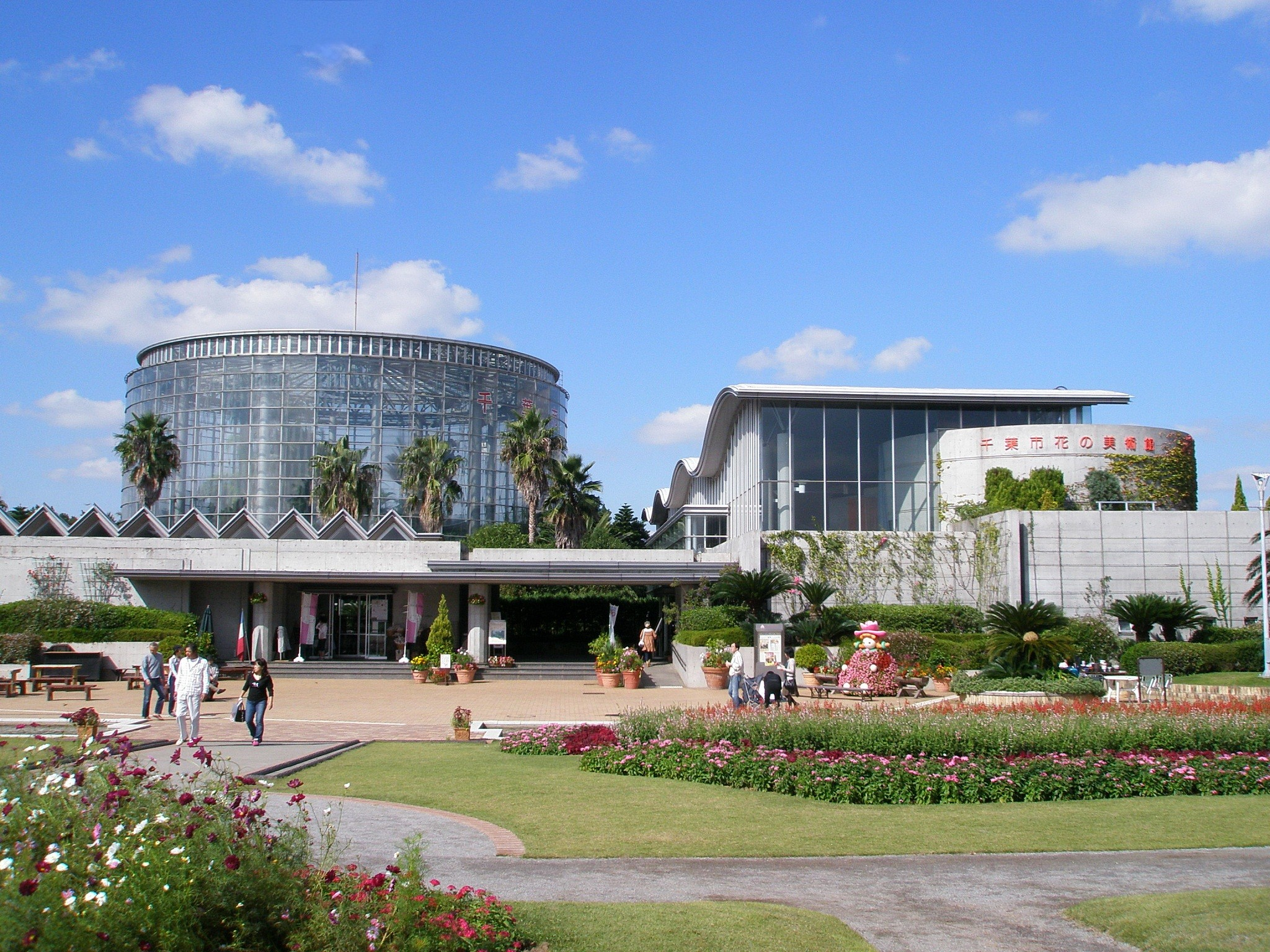
千葉市花の美術館全景
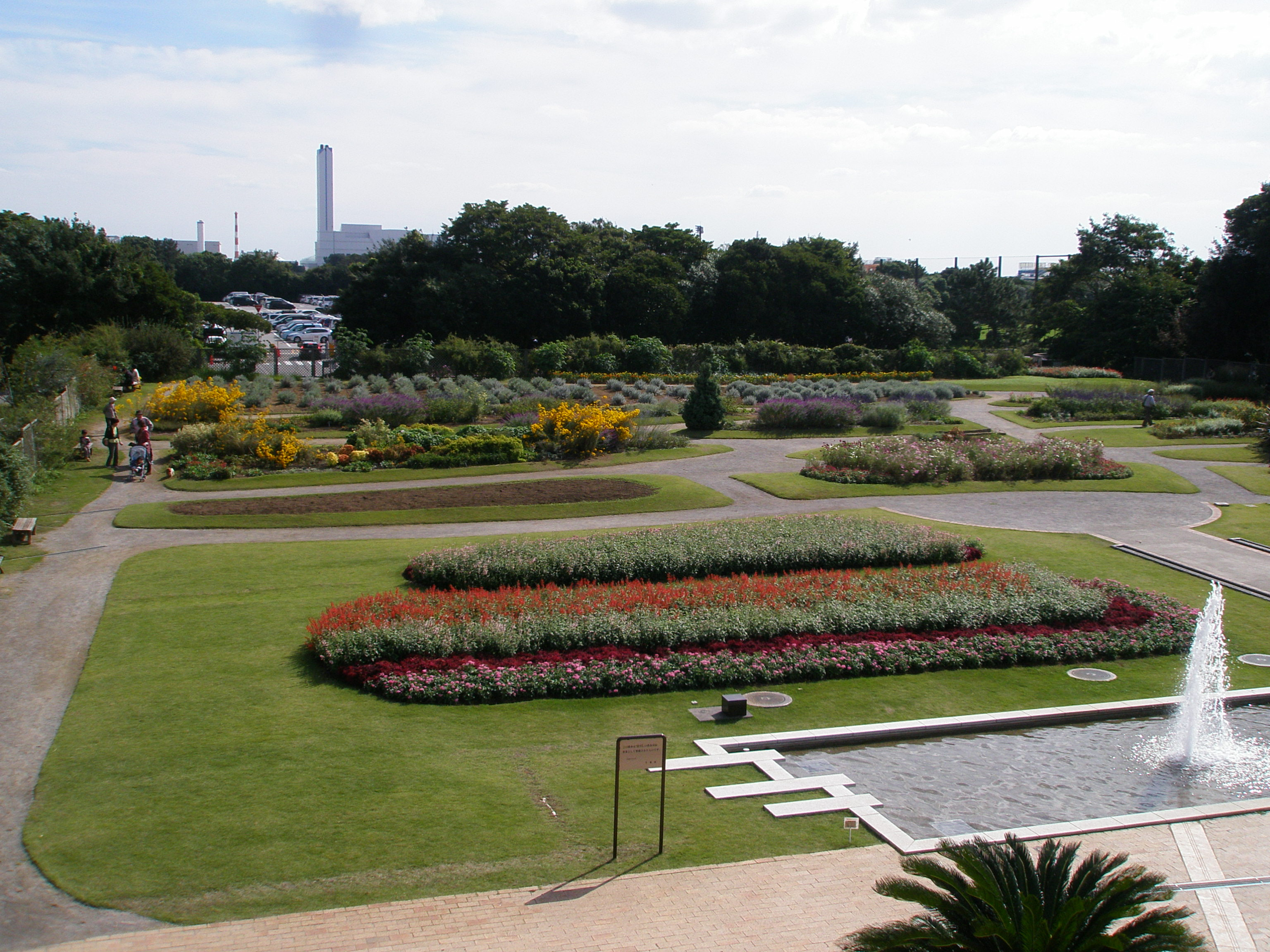
前庭の様子
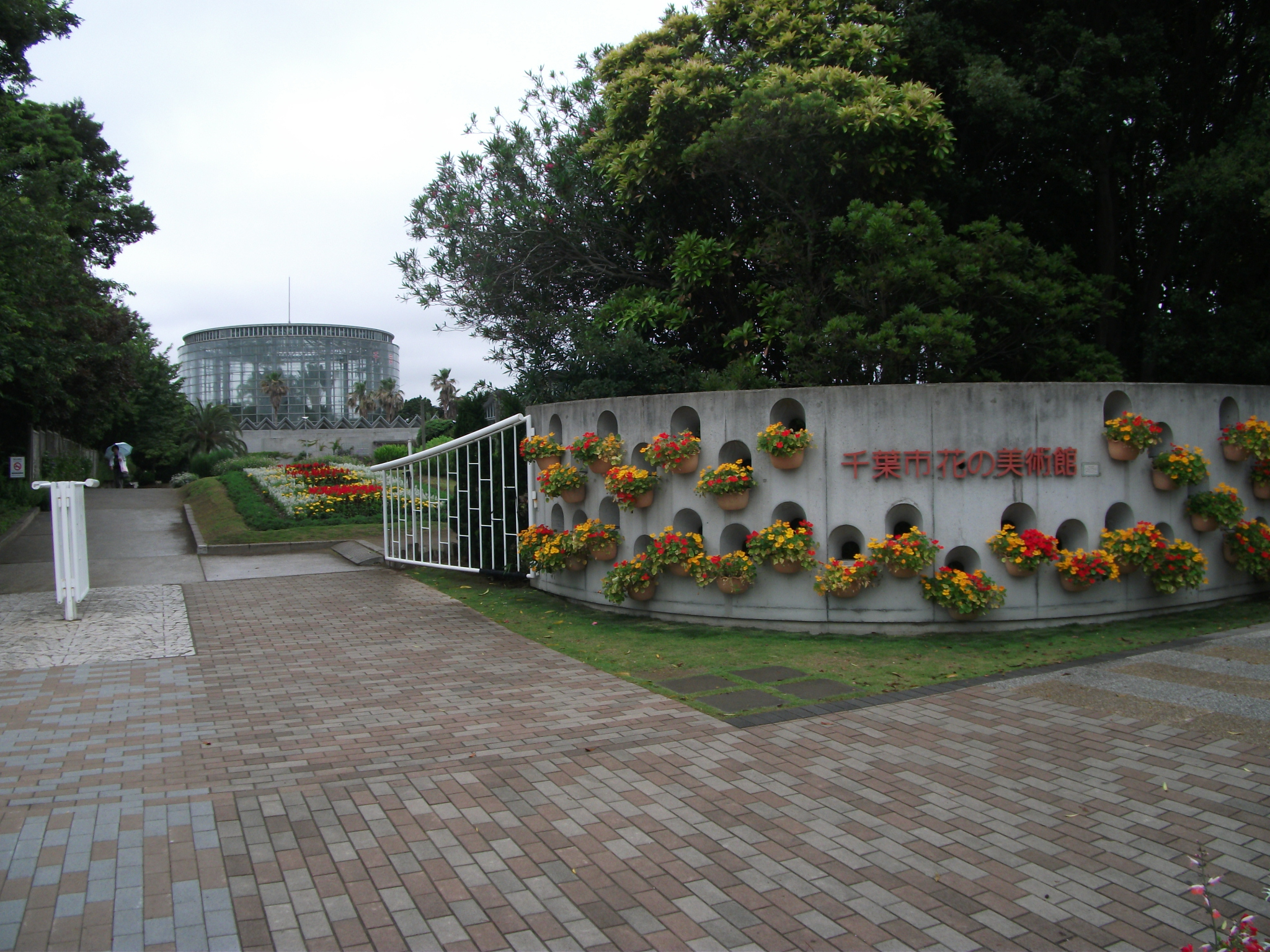
エントランス
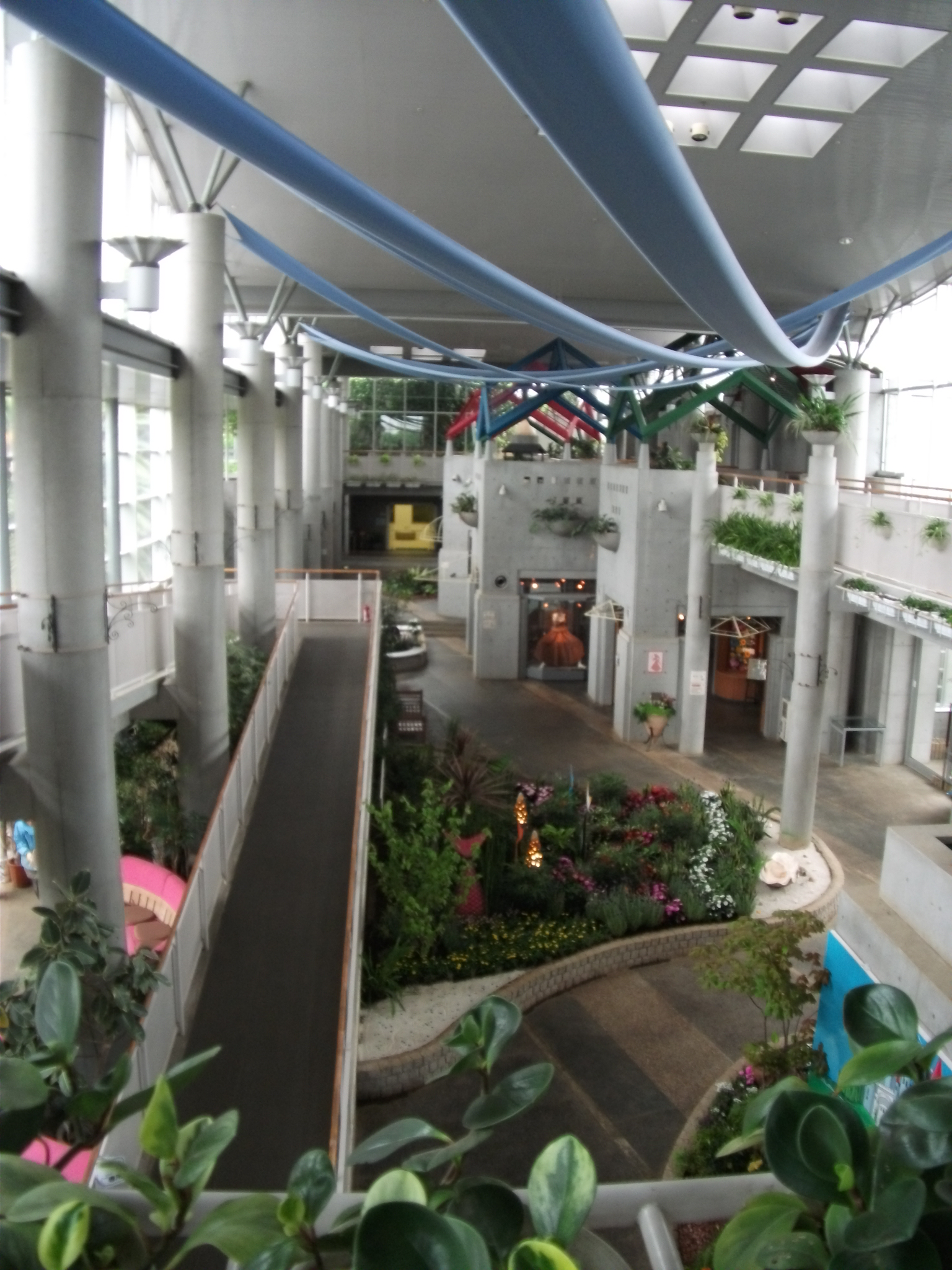
アトリウム
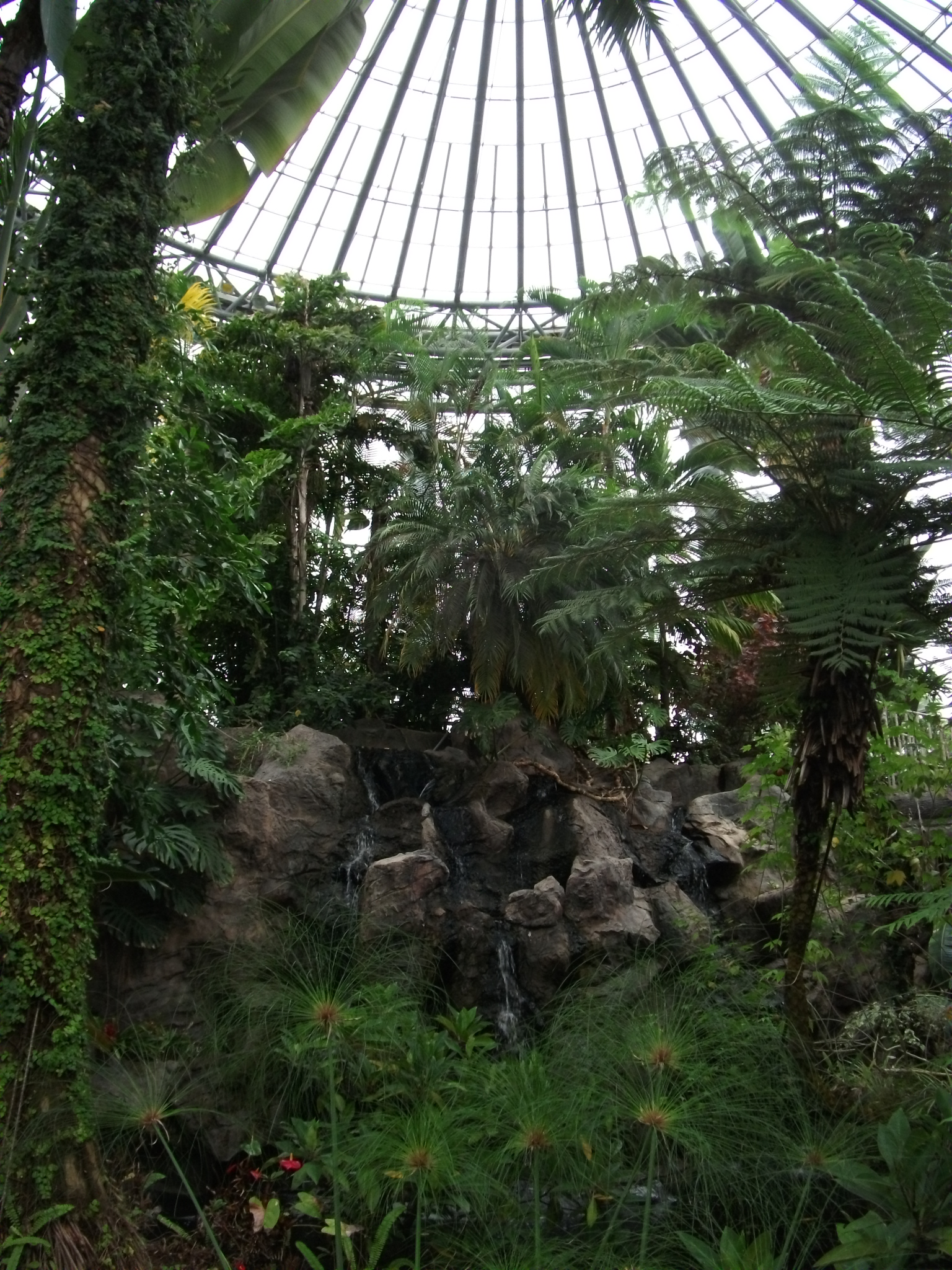
温室
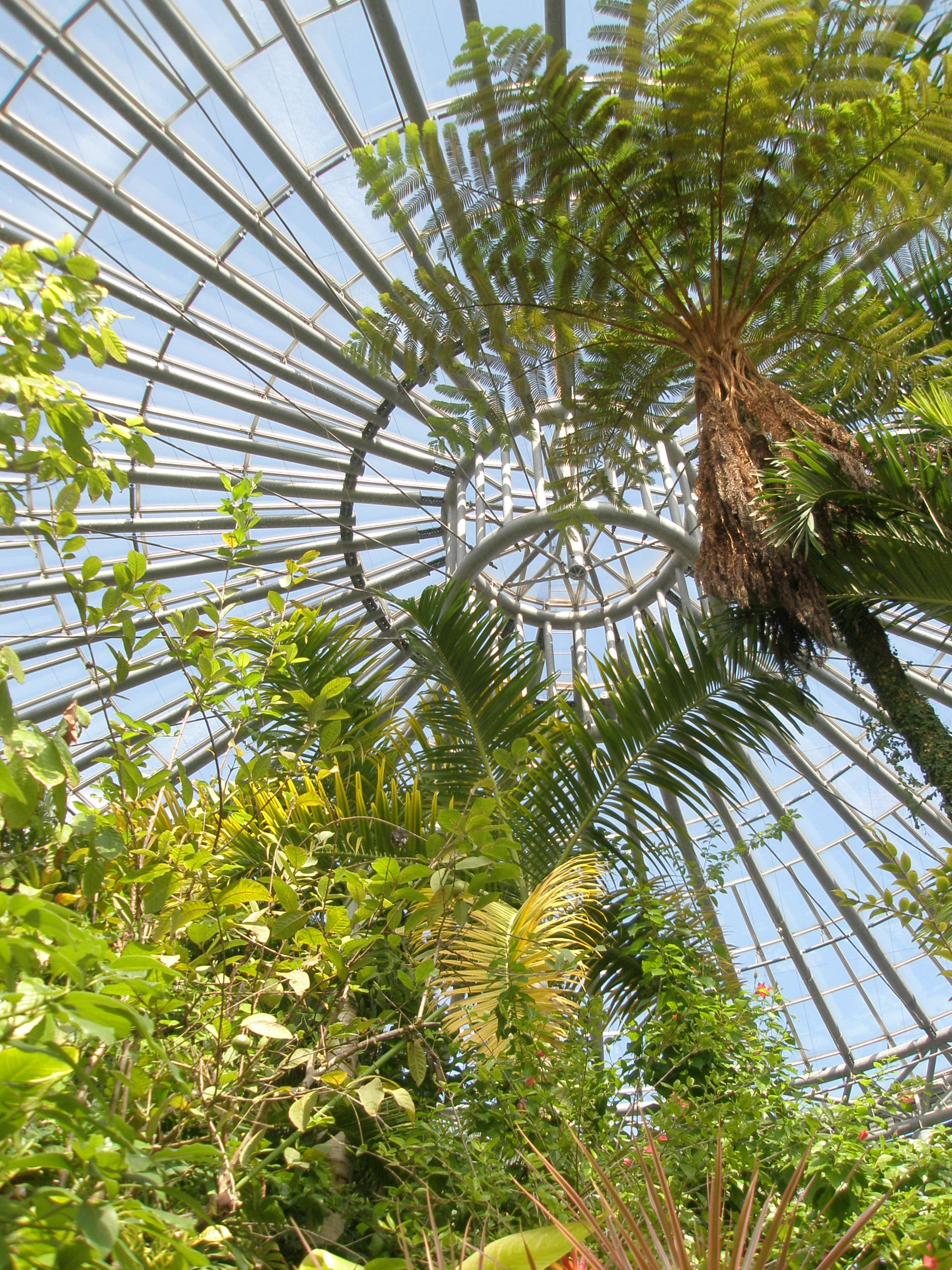
温室（ガラス天井）
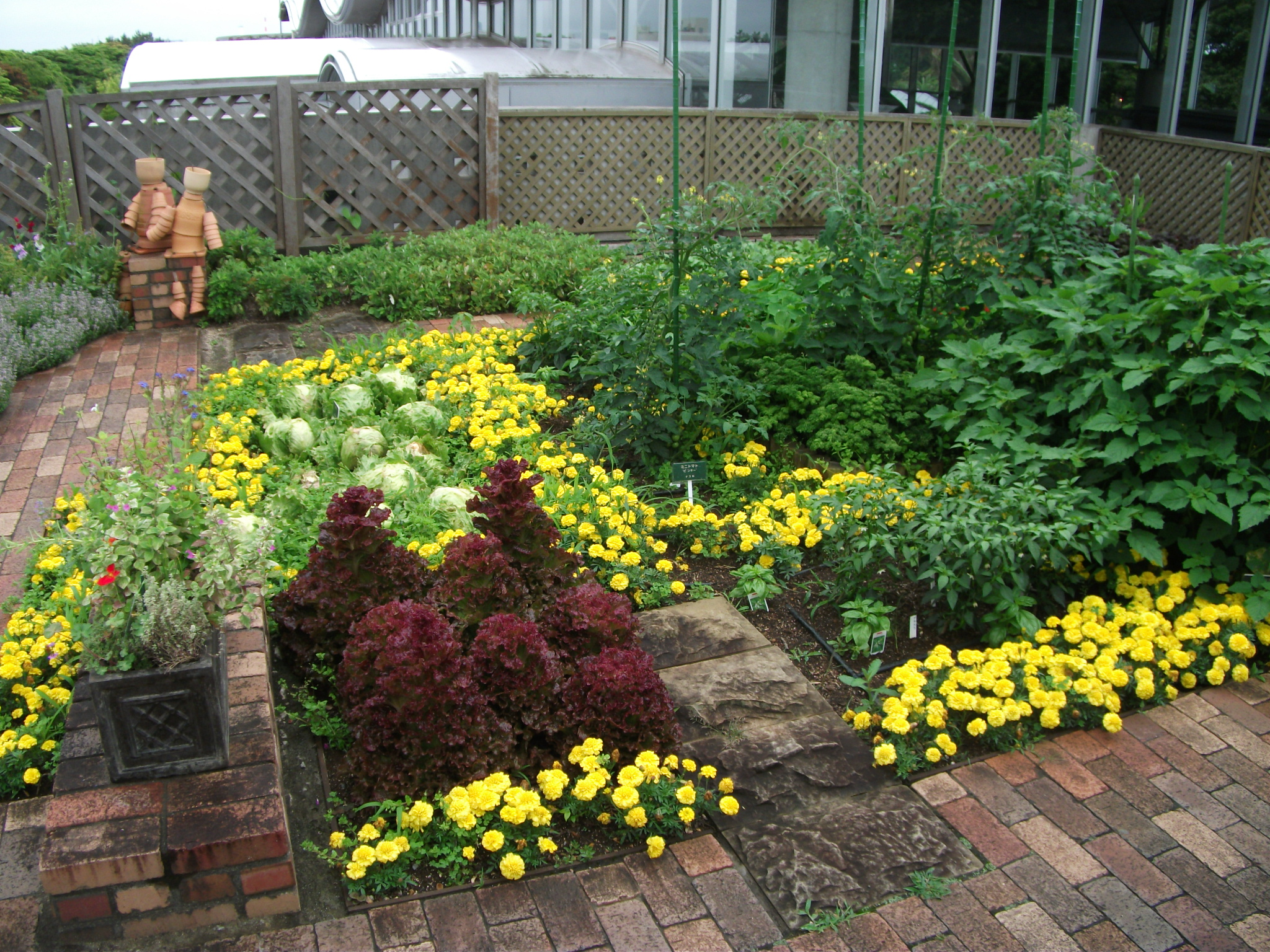
屋上庭園
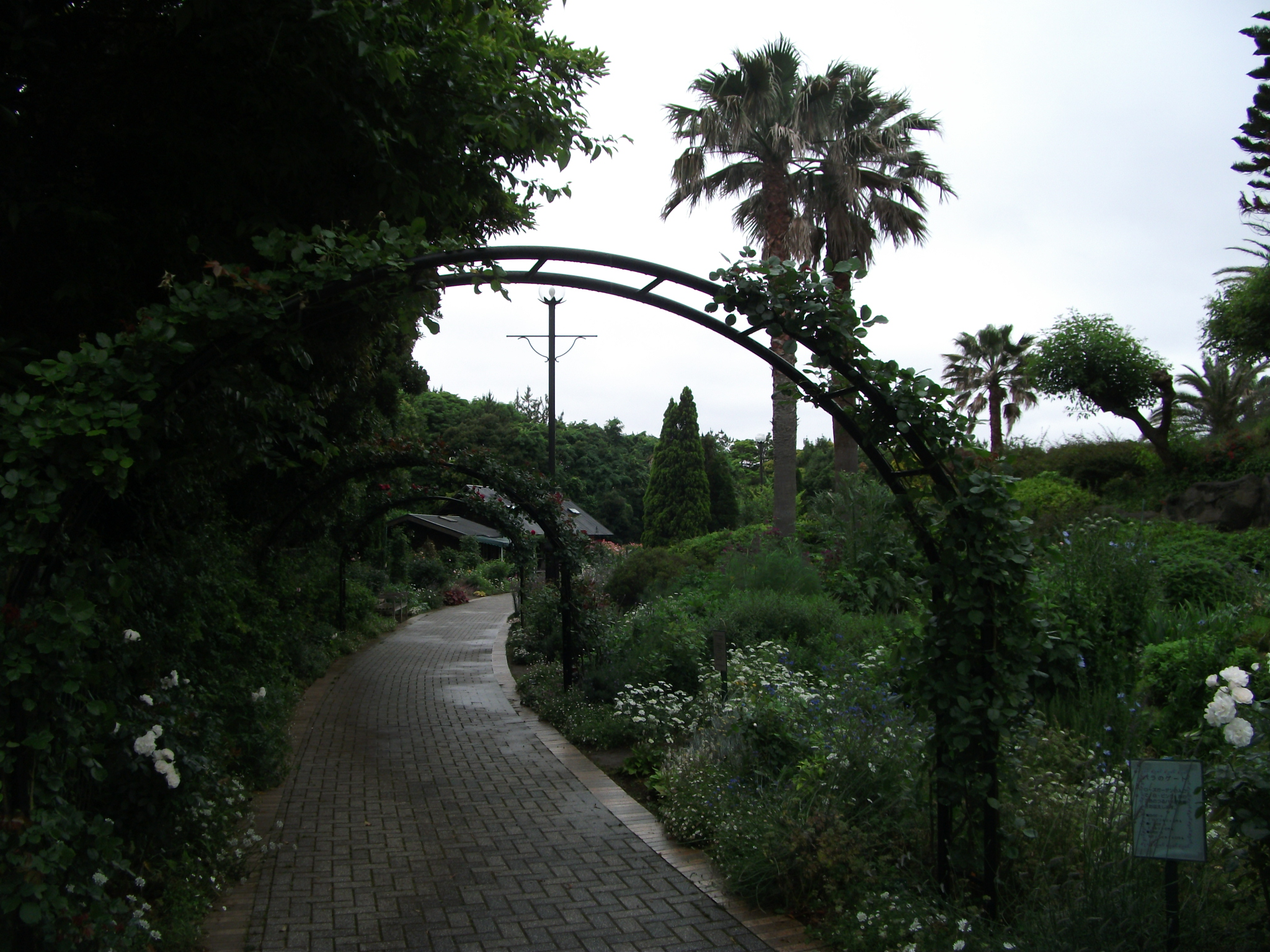
脇庭
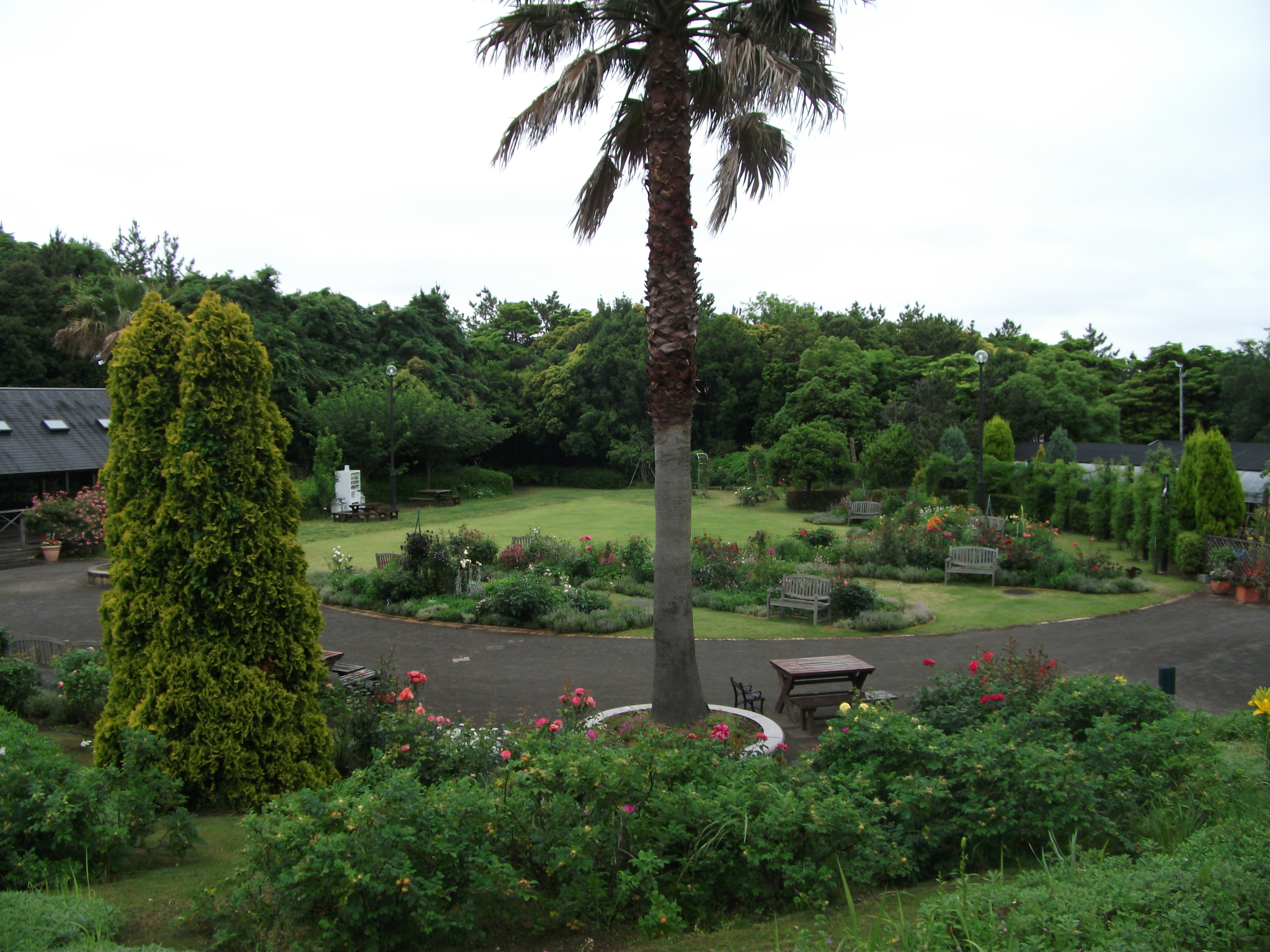
後庭